# Zjednoczenie Sint Maarten

Flaga Jedności Sint Maarten

Mapa wyspy Saint Maarten. Na zielono francuskojęzyczna część wyspy, a na różowa holenderska

Zjednoczenie Sint Maarten (niderl. Eenwording van Sint Maarten; fr. Unification de Saint-Martin) – koncepcja polityczna zakładająca powstanie suwerennego państwa, obejmującego całą wyspę Sint Maarten na Morzu Karaibskim. Jej terytorium jest podzielone na dwie części południową Sint Maarten, autonomiczny kraj Królestwa Niderlandów i północną Saint-Martin, która jest wspólnotą zamorską Francji. Wyspa została podzielona na mocy traktatu Concordia w 1648 roku, który jest jednym z najstarszych traktatów międzynarodowych obowiązujących do dzisiaj.
Koncepcja zjednoczenia Sint Maarten cieszy się poparciem wśród mieszkańców obu części francuskiej i holenderskiej.
Traktat z 1648 roku dopuszcza swobodę przemieszczania się między obiema częściami wyspy, co sprzyja poparciu idei unifikacji wśród jej mieszkańców, choć jest to również powód, dla którego niektórzy uważają formalne zjednoczenie za niepotrzebne. Innymi argumentami przeciwko zjednoczeniu wyspy jest to, że ani Francja, ani Holandia nie pozwoliłyby na doprowadzenie tej koncepcji politycznej w życie i to, że obydwa terytoria musiałyby być niepodległe, aby doszło do ich zjednoczenia.
31 sierpnia 1990 roku na Konferencji Wstępnej na temat symboli narodowych, która odbyła się Bibliotece Jubileuszowej Philipsburg została przyjęta „Flaga Jedności” Sint Maarten. Jest ona wywieszana czasem na niektórych domach, a także przez kościoły i grupy wyznaniowe na Sint Maarten. W sierpniu 2020, kiedy na granicy pomiędzy francuską a holenderską częścią wyspy wprowadzono kontrole graniczne w celu powstrzymania pandemii COVID-19 niektórzy protestujący przeciwko tym ograniczeniom mieli przy sobie Flagę Jedności. We wrześniu tegoż roku restrykcje zostały zniesione, a mieszkańcy z obu stron podzielonej wyspy zaczęli skandować na granicy „Jedna wyspa, jeden naród, jedno przeznaczenie”.
Jednym ze zwolenników zjednoczenia wyspy jest Albert Fleming, były przywódca francuskojęzycznej części wyspy.